# Angical do Piauí
Angical do Piauí là một đô thị thuộc bang Piauí, Brasil. Đô thị này có diện tích 201,208 km², dân số năm 2007 là 6609 người, mật độ 32,85 người/km².